# ألكسندر سميرنوف (لاعب كرة قدم)
ألكسندر سميرنوف (12 أبريل 1996 بكيرس في روسيا - ) هو لاعب كرة قدم روسي في مركز الوسط.

## وصلات خارجية
- ألكسندر سميرنوف (لاعب كرة قدم) على موقع قاعدة بيانات كرة القدم.إي يو (الإنجليزية)
- ألكسندر سميرنوف (لاعب كرة قدم) على موقع Soccerway.com (الإنجليزية)
- ألكسندر سميرنوف (لاعب كرة قدم) على موقع عالم كرة القدم.نت (الإنجليزية)